# Плешаково (Московская область)
Плешаково — деревня в Можайском районе Московской области в составе сельского поселения Дровнинское. Численность постоянного населения по Всероссийской переписи 2010 года — 10 человек. До 2006 года Плешаково входило в состав Дровнинского сельского округа.
Деревня расположена на западе района, примерно в 11 км к северо-западу от Уваровки, на правом берегу реки Жезлянки (Хомутовки), высота центра над уровнем моря 256 м. Ближайшие населённые пункты — Самынино на западе и Сытино на юго-востоке.